# Pour le meilleur et pour l'oignon
Pour plus de détails, voir Fiche technique et Distribution.
Pour le meilleur et pour l'oignon est un documentaire franco-nigérien réalisé en 2008, écrit et réalisé par Sani Elhadj Magori.

## Synopsis
Le film montre les cultivateurs d'oignon à Galmi, au Niger, ville natale du réalisateur. Filmé sur une saison complète de culture, le film suit la manière dont le prix des oignons affecte la vie de deux jeunes villageois qui espèrent de marier, tandis que le père de la prétendante, Yaro, lutte pour obtenir un revenu suffisant de ses cultures afin d'être en mesure d'offrir à sa fille un bon mariage.

## Fiche technique
- Réalisation : Sani Elhadj Magori
- Production : Malam Saguirou
- Studios : Adalios, Dangarama, Les Films du Kutus, TV Rennes 35

## Distinctions
- Prix Jean Rouch 2008, Forum Africain du Film Documentaire de Niamey.
- Grand Prix du Festival Filmer le travail 2009.
- Africa Movie Academy Award du meilleur film documentaire 2009 (avec Malcolm's Echo).
- 2009, Prix international du Jury et Prix du jury jeunes lycéens, Festival international de films sur la ruralité de Ville-sur-Yron (France)[2]
- 2009, Festivaldu  Film Terra di Tutti (Italie), Prix du meilleur film étranger.
- 2010, Pan African Film & Arts Festival (Los Angeles), Best Short Documentary.
- Festival de Cannes 2010, Sélectionné dans les Cinémas du monde section[1].